# Sallar, Eskipazar
Sallar là một xã thuộc huyện Eskipazar, tỉnh Karabük, Thổ Nhĩ Kỳ. Dân số thời điểm năm 2010 là 96 người.